# Mike Richard
Michael "Mike" Richard, född 9 juli 1966, är en kanadensisk ishockeytränare och före detta professionell ishockeyforward som tillbringade två säsonger i den nordamerikanska ishockeyligan National Hockey League (NHL), där han spelade för Washington Capitals. Han producerade två poäng (noll mål och två assists) samt drog på sig två utvisningsminuter på sju grundspelsmatcher. Richard spelade också på lägre nivåer för Baltimore Skipjacks och Binghamton Whalers i American Hockey League (AHL), Zürcher SC, EHC Olten, SC Rapperswil-Jona och ZSC Lions i Nationalliga A (NLA), GCK Lions och EHC Olten i Nationalliga B (NLB) och Toronto Marlboros i Ontario Hockey League (OHL).
Richard blev aldrig draftad av någon NHL-organisation.
Efter spelarkarriären tränar han ishockeylag i de lägre schweiziska ishockeyligorna.
Han är far till ishockeyspelaren Tanner Richard som spelar inom organisationen för Tampa Bay Lightning.

## Statistik
| Källa: Utv = Utvisningsminuter | Källa: Utv = Utvisningsminuter | Källa: Utv = Utvisningsminuter |             | Grundserie  | Grundserie  | Grundserie  | Grundserie  | Grundserie  |             | Slutspel    | Slutspel    | Slutspel    | Slutspel    | Slutspel    |
| Säsong                         | Lag                            | Liga                           | Matcher     | Mål         | Assist      | Poäng       | Utv         | Matcher     | Mål         | Assist      | Poäng       | Utv         |             |             |
| ------------------------------ | ------------------------------ | ------------------------------ | ----------- | ----------- | ----------- | ----------- | ----------- | ----------- | ----------- | ----------- | ----------- | ----------- | ----------- | ----------- |
| 1982–1983                      | Don Mills Flyers               | MTHL                           | 40          | 25          | 30          | 55          | 10          | —           | —           | —           | —           | —           |             |             |
| 1983–1984                      | Toronto Marlboros              | OHL                            | 66          | 19          | 17          | 36          | 12          | 9           | 2           | 1           | 3           | 0           |             |             |
| 1984–1985                      | Toronto Marlboros              | OHL                            | 66          | 31          | 41          | 72          | 15          | 5           | 0           | 0           | 0           | 11          |             |             |
| 1985–1986                      | Toronto Marlboros              | OHL                            | 63          | 32          | 48          | 80          | 28          | 4           | 1           | 1           | 2           | 2           |             |             |
| 1986–1987                      | Toronto Marlboros              | OHL                            | 66          | 57          | 50          | 107         | 38          | —           | —           | —           | —           | —           |             |             |
|                                | Baltimore Skipjacks            | AHL                            | 9           | 5           | 2           | 7           | 2           | —           | —           | —           | —           | —           |             |             |
| 1987–1988                      | Washington Capitals            | NHL                            | 4           | 0           | 0           | 0           | 0           | —           | —           | —           | —           | —           |             |             |
|                                | Binghamton Whalers             | AHL                            | 72          | 46          | 48          | 94          | 23          | 3           | 0           | 3           | 3           | 4           |             |             |
| 1988–1989                      | Baltimore Skipjacks            | AHL                            | 80          | 44          | 63          | 107         | 51          | —           | —           | —           | —           | —           |             |             |
| 1989–1990                      | Washington Capitals            | NHL                            | 3           | 0           | 2           | 2           | 2           | —           | —           | —           | —           | —           |             |             |
|                                | Baltimore Skipjacks            | AHL                            | 53          | 41          | 42          | 83          | 14          | 11          | 4           | 13          | 17          | 6           |             |             |
| 1990–1991                      | Zürcher SC                     | NLA                            | 36          | 28          | 24          | 52          | 18          | 4           | 1           | 4           | 5           | 2           |             |             |
| 1991–1992                      | HC Devils Milano               | Serie A                        | 18          | 20          | 26          | 46          | 4           | 12          | 7           | 11          | 18          | 4           |             |             |
|                                | HC Devils Milano               | Alpligan                       | 18          | 17          | 23          | 40          | 2           | 2           | 1           | 3           | 4           | 0           |             |             |
| 1992–1993                      | EHC Olten                      | NLB                            | 36          | 49          | 45          | 94          | 48          | 7           | 8           | 9           | 17          | 12          |             |             |
| 1993–1994                      | EHC Olten                      | NLA                            | 35          | 29          | 19          | 48          | 50          | 6           | 4           | 5           | 9           | 18          |             |             |
| 1994–1995                      | EHC Olten                      | NLB                            | 32          | 31          | 38          | 69          | 62          | —           | —           | —           | —           | —           |             |             |
| 1995–1996                      | SC Rapperswil-Jona             | NLA                            | 36          | 27          | 38          | 65          | 14          | 4           | 0           | 3           | 3           | 7           |             |             |
| 1996–1997                      | SC Rapperswil-Jona             | NLA                            | 41          | 17          | 28          | 45          | 30          | 3           | 1           | 0           | 1           | 0           |             |             |
| 1997–1998                      | SC Rapperswil-Jona             | NLA                            | 22          | 12          | 19          | 31          | 25          | 7           | 5           | 4           | 9           | 4           |             |             |
| 1998–1999                      | SC Rapperswil-Jona             | NLA                            | 41          | 26          | 32          | 58          | 49          | 5           | 1           | 2           | 3           | 2           |             |             |
| 1999–2000                      | SC Rapperswil-Jona             | NLA                            | 45          | 23          | 29          | 52          | 42          | 11          | 5           | 9           | 14          | 12          |             |             |
| 2000–2001                      | SC Rapperswil-Jona             | NLA                            | 43          | 20          | 31          | 51          | 26          | 4           | 0           | 1           | 1           | 2           |             |             |
| 2001–2002                      | SC Rapperswil-Jona             | NLA                            | 38          | 11          | 26          | 37          | 22          | 5           | 3           | 2           | 5           | 6           |             |             |
| 2002–2003                      | GCK Lions                      | NLB                            | 38          | 33          | 37          | 70          | 20          | 5           | 4           | 5           | 9           | 2           |             |             |
|                                | ZSC Lions                      | NLA                            | —           | —           | —           | —           | —           | 2           | 0           | 1           | 1           | 0           |             |             |
| 2003–2004                      | ZSC Lions                      | NLA                            | 26          | 16          | 16          | 32          | 4           | 8           | 3           | 5           | 8           | 2           |             |             |
|                                | GCK Lions                      | NLB                            | 17          | 11          | 15          | 26          | 10          | —           | —           | —           | —           | —           |             |             |
| 2004–2005                      | GCK Lions                      | NLB                            | 25          | 16          | 24          | 40          | 28          | 1           | 1           | 1           | 2           | 0           |             |             |
|                                | ZSC Lions                      | NLA                            | 2           | 0           | 0           | 0           | 2           | —           | —           | —           | —           | —           |             |             |
| 2005–2006                      | ZSC Lions                      | NLA                            | 32          | 8           | 15          | 23          | 20          | 2           | 0           | 1           | 1           | 0           |             |             |
|                                | GCK Lions                      | NLB                            | 4           | 1           | 3           | 4           | 4           | —           | —           | —           | —           | —           |             |             |
| 2006–2007                      | GCK Lions                      | NLB                            | 27          | 20          | 27          | 47          | 42          | 3           | 3           | 1           | 4           | 0           |             |             |
|                                | ZSC Lions                      | NLA                            | 1           | 0           | 1           | 1           | 4           | —           | —           | —           | —           | —           |             |             |
| 2007–2008                      | Rapperswil-Jona Lakers II      |                                | 2           | 0           | 1           | 1           | 4           | —           | —           | —           | —           | —           |             |             |
| 2008–2010                      | Spelade ej.                    | Spelade ej.                    | Spelade ej. | Spelade ej. | Spelade ej. | Spelade ej. | Spelade ej. | Spelade ej. | Spelade ej. | Spelade ej. | Spelade ej. | Spelade ej. | Spelade ej. | Spelade ej. |
| 2010–2011                      | Rapperswil-Jona Lakers II      |                                | 8           | 14          | 12          | 26          | 16          | —           | —           | —           | —           | —           |             |             |
| NHL totalt                     | NHL totalt                     | NHL totalt                     | 7           | 0           | 2           | 2           | 2           | —           | —           | —           | —           | —           |             |             |
| AHL totalt                     | AHL totalt                     | AHL totalt                     | 214         | 136         | 155         | 291         | 90          | 14          | 4           | 16          | 20          | 10          |             |             |
| NLA totalt                     | NLA totalt                     | NLA totalt                     | 398         | 217         | 278         | 495         | 302         | 61          | 23          | 37          | 60          | 55          |             |             |
| NLB totalt                     | NLB totalt                     | NLB totalt                     | 179         | 161         | 189         | 350         | 214         | 16          | 16          | 16          | 32          | 14          |             |             |
| OHL totalt                     | OHL totalt                     | OHL totalt                     | 261         | 139         | 156         | 295         | 93          | 18          | 3           | 2           | 5           | 13          |             |             |